# Rinorea albicaulis
Rinorea albicaulis là một loài thực vật có hoa trong họ Hoa tím. Loài này được (Turcz.) S.F. Blake miêu tả khoa học đầu tiên năm 1924.